# Peter Pau
Pour les articles homonymes, voir Pau (homonymie).
Peter Pau (chinois traditionnel : 鮑德熹) est un directeur de la photographie né en 1952 à Hong Kong.

## Biographie
Il est surtout célèbre en Occident pour avoir dirigé la photographie de Tigre et Dragon, pour lequel il a remporté l'Oscar de la meilleure photographie en 2000.
On lui doit également la photographie de The Killer, le film-culte de John Woo.   
Pau est membre de la Hong Kong Society of Cinematographers (HKSC, Société hongkongaise des directeurs de la photographie).
L'astéroïde (34420) Peterpau a été nommé en son honneur début 2006.

## Filmographie

### Directeur de la photographie
- 1987 : La Légende de la perle d'or (Wai Si-Lei chuen kei)
- 1988 : He Bo
- 1989 : Terracotta Warrior (Qin yong)
- 1989 : The Killer (Dip hyut shueng hung)
- 1989 : A Fishy Story (Bu tuo wa de ren)
- 1989 : Les Dieux du jeu (Du shen)
- 1990 : Bury Me High (Wei Si Li zhi ba wang xie jia)
- 1990 : Swordsman (Xiao ao jiang hu)
- 1991 : Au revoir, mon amour (Hoyat gwan tsoi loi)
- 1991 : Le Parrain de Hong Kong (Bo hao)
- 1991 : Les Dieux du jeu 3 : Retour à Shanghai (Dou hap II: Seung Hoi taam)
- 1991 : Saviour of the Soul (Gauyat sandiu haplui)
- 1992 : Un couple explosif (Sam sei goon)
- 1992 : Too Happy for Words (Leung goh nuijen, yat goh leng, yat goh m leng)
- 1992 : Naked Killer (Chiklo gouyeung)
- 1993 : The Eagle Shooting Heroes (Sediu yinghung tsun tsi dung sing sai tsau)
- 1993 : La Mariée aux cheveux blancs (Bai fa mo nu zhuan)
- 1994 : Treasure Hunt (Fa kei siu lam)
- 1995 : Le Festin chinois (Jin yu man tang)
- 1995 : Xiu Xiu han ta de nan ren
- 1995 : The Phantom Lover (Ye ban ge sheng)
- 1997 : Double Team (Double Team)
- 1997 : Magic Warriors (Warriors of Virtue)
- 1998 : Anna Magdalena (Ngon na ma dak lin na)
- 1998 : La Fiancée de Chucky (Bride of Chucky)
- 1999 : Metade Fumaca (Ban zhi yan)
- 2000 : Tigre et Dragon (Wo hu cang long)
- 2000 : Dracula 2001 (Dracula 2000)
- 2001 : Beijing Rocks (Bak Ging lok yue liu)
- 2002 : Le Talisman (Tian mai chuan qi)
- 2002 : Far from Home (Wo de mei li xiang chou)
- 2005 : Perhaps Love (Ru guo · Ai)
- 2005 : Wu ji, la légende des cavaliers du vent (Wu ji)
- 2007 : Shoot 'Em Up : Que la partie commence (Shoot 'Em Up)
- 2008 : Le Royaume interdit (The Forbidden Kingdom)
- 2016 : See You Tomorrow
- 2020 : The Rescue

### Réalisateur
- 1992 : Misty (Wu du qing chou)
- 2002 : Le Talisman (Tian mai chuan qi)
- 2007 : Hua Mulan

### Acteur
- 1991 : Crazy Safari
- 1995 : Le Festin chinois

## Prix

### Hong Kong Film Awards
- 1990 : Hong Kong Film Award de la meilleure photographie pour A Fishy Story
- 1992 : Hong Kong Film Award de la meilleure photographie pour Saviour of the Soul
- 1994 : Hong Kong Film Award de la meilleure photographie pour La Mariée aux cheveux blancs
- 2001 : Hong Kong Film Award de la meilleure photographie pour Tigre et Dragon
- 2006 : Hong Kong Film Award de la meilleure photographie pour Perhaps Love
- 2011 : Hong Kong Film Award de la meilleure photographie pour Confucius
- 2017 : Hong Kong Film Award de la meilleure photographie pour See You Tomorrow

### Oscar
- Oscars 2001 : Oscar de la meilleure photographie pour Tigre et Dragon